# Vlag van Genk
De vlag van Genk bestaat uit twee gelijke delen blauw en geel. Op het midden van de gedeelde vlag staat het schild, waardoor de blauwe helft van het wapen op het gele deel van de vlag staat en het gedwarsbalkte deel op het blauwe. De kleuren van de vlag zijn afkomstig op het gemeentewapen, dat ook op de vlag is afgebeeld.
De vlag werd door de gemeenteraad op 19 mei 1992 officieel vastgesteld. Op 6 oktober 1992 werd hij door het Bestuur van Vlaanderen bevestigd en uiteindelijk gepubliceerd op 21 juni 1994 in het officiële Belgisch Staatsblad.
Officieel wordt de vlag beschreven als:
Twee even lange banen van blauw en van geel met op het midden het gemeentewapen.

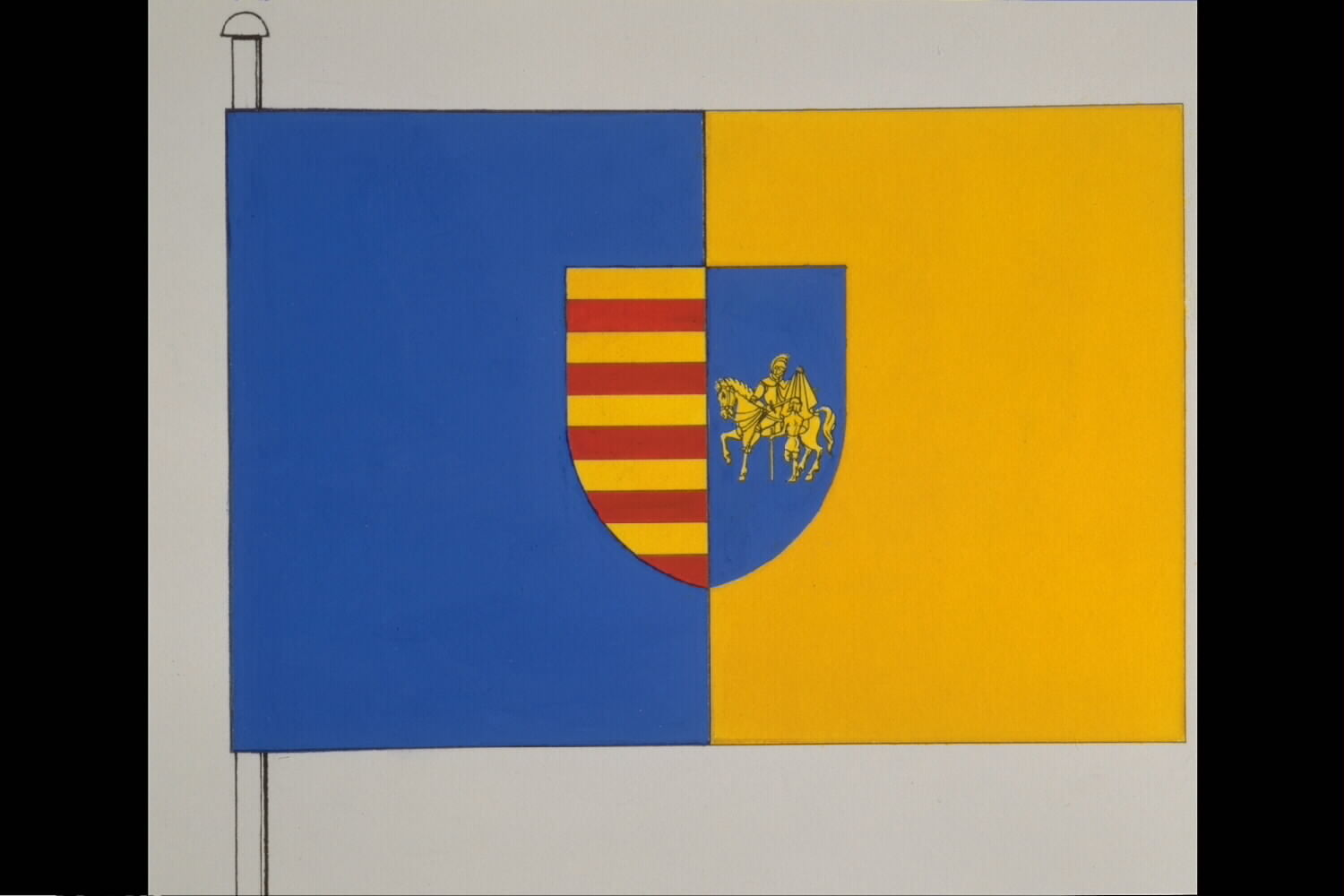
Officiële tekening van de vlag